# Antonio Besozzi
Antonio Besozzi, né en 1714 à Parme dans le duché de Parme et Plaisance et mort en 1781 à Turin dans le royaume de Sardaigne (1720-1861), est un hautboïste et compositeur italien de la période classique.
Il fut hautboïste à Parme et à Naples, puis, de 1738 à 1774, à la cour du prince-électeur de Saxe Frédéric-Auguste II à Dresde, avec une interruption due à la guerre de Sept Ans (1756-1763).

## Biographie

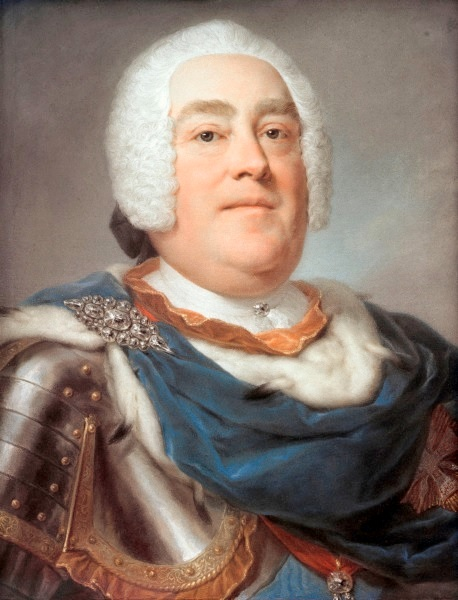
Frédéric-Auguste II de Saxe, l'employeur d'Antonio et Carlo Besozzi à Dresde.

### Famille
Antonio Besozzi est issu d'une longue lignée de musiciens italiens : son grand-père Cristoforo Besozzi (Milan 1661 - Plaisance 1725) était hautboïste à Parme et son père Giuseppe (Milan 1686 - Naples 1760) hautboïste aux cours de Parme et de Naples (1734-1738),.
Son fils Carlo Besozzi (Naples ou Dresde 1738 - Dresde 1791) et son petit-fils Francesco Besozzi (Dresde 1766 - Dresde 1816) furent hautboïstes comme lui.

### Formation et carrière
Antonio Besozzi naît à Parme en 1714, fils du hautboïste Giuseppe Besozzi (Milan 1686 - Naples 1760),,,,,.
De 1727 à 1731, il est membre de la Ducal Guardia Irlandese, un groupe de hautbois créé en 1702 par Antonio Farnese, duc de Parme.
Antonio Besozzi reste ensuite à Naples de 1734 à 1738, année de la naissance de son fils Carlo Besozzi, et l'année où il obtient un poste dans l'orchestre de la cour du prince-électeur de Saxe Frédéric-Auguste II à Dresde,,. Il devient premier hautboïste de l'orchestre en 1739.
Antonio Besozzi enseigne le hautbois à son fils Carlo qui, en 1754, à l'âge de 16 ans seulement, devenu un hauboïste accompli, intègre à son tour l'orchestre de la cour de Dresde,,. Selon François-Joseph Fétis, son fils « le surpassa en habileté et devint le rival de Fischer ».
Le 29 août 1756, la Saxe est envahie par les troupes prussiennes, ce qui marque le début de la guerre de Sept Ans (1756-1763) : Dresde est occupée le 9 septembre, ce qui marque la fin temporaire de la vie musicale à Dresde, brisant le groupe de musiciens réunis par le prince-électeur dans sa capitale,.
Fuyant cette guerre, Antonio et Carlo Besozzi se rendent au début de l'année 1757 à Londres, où ils sont décrits comme les « Signori Besozzi »,.
À l'hiver 1757, ils vont à Paris et ils jouent au Concert spirituel en décembre, puis en 1758-1759 à Stuttgart où ils rencontrent Niccolò Jommelli, et ont peut-être attendu la fin de la guerre à Turin,,.
Le 15 février 1763, le traité de Hubertsbourg met fin à la guerre de Sept Ans et le prince-électeur Frédéric-Auguste II recouvre la Saxe. L'opéra de Dresde, qui avait souffert de la guerre, est restauré et inauguré le 3 août 1763.
Antonio et Carlo Besozzi reviennent alors à Dresde en 1764 : Antonio y reste jusqu'en 1774 avant de partir à Turin, dans le royaume de Sardaigne, où il reste jusqu'à sa mort en 1781,,,,.

## Œuvre
Antonio Besozzi composa plusieurs concertos pour hautbois et quelques quintettes, qu'il appelle «sonates», pour deux hautbois, deux cors et un basson.